# Kasuri (Gewebe)

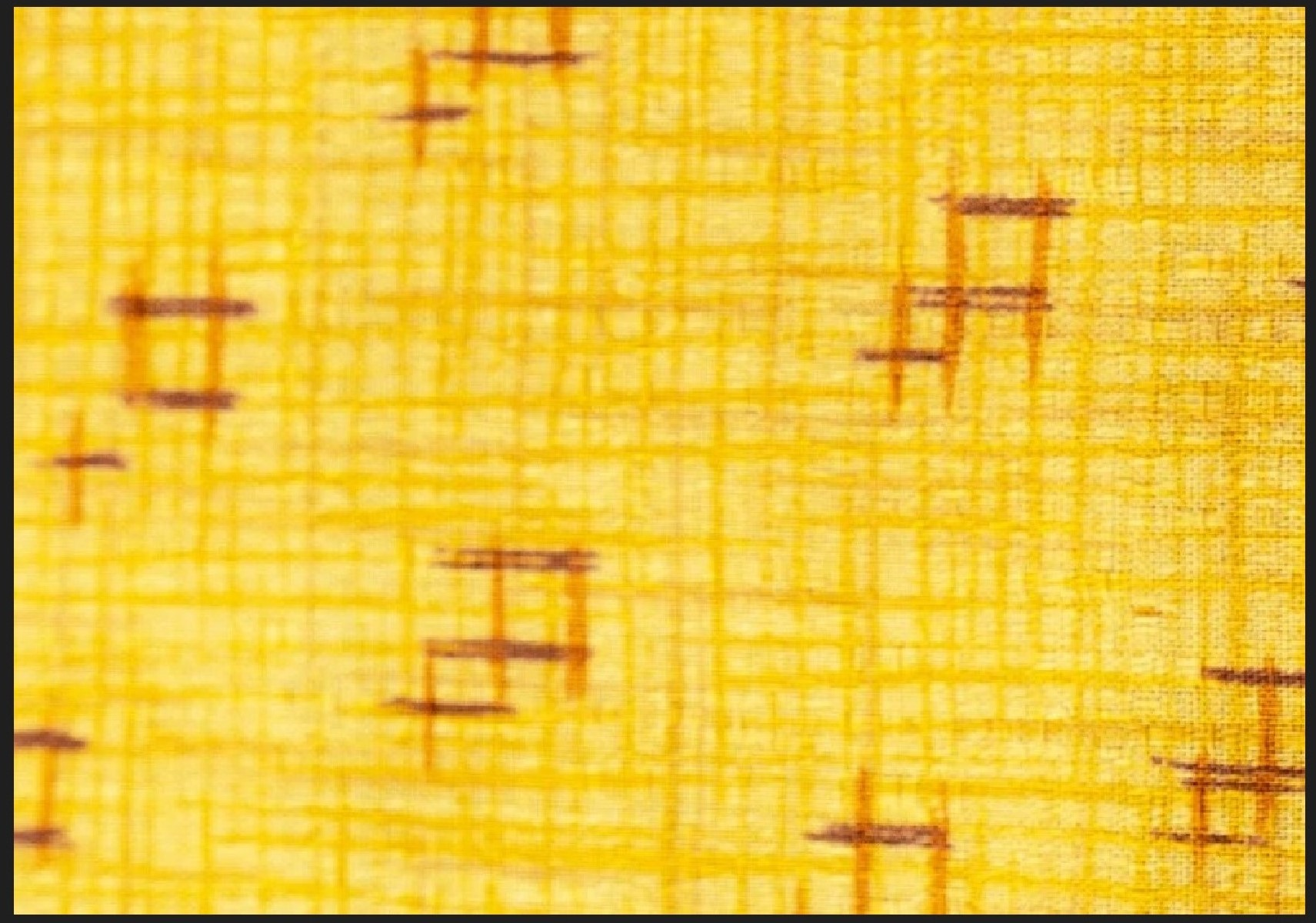
Kasuri von den Ryūkyū-Inseln

Kasuri (japanisch 絣) ist eine japanische Methode der Gewebefärbung. 

## Ursprung
Kasuri ist eine Musterfärbetechnik, bei der die Fäden teilweise eingefärbt und dann zu einem Muster verwoben werden. Das Wort wird manchmal in Schriftzeichen wie Kasuri (加寿利), Hihaku (飛白) und Kasuri (纃) geschrieben, aber heutzutage ist es üblicher, das Zeichen 絣 zu verwenden. Es gibt, neben anderen, zwei ungewisse Theorien, wie das Wort „Kasuri“ entstanden ist, zum einen, weil das Muster „kasutta“ (掠った) „verschrammt“ aussieht, und eine andere, dass es vom „Kashīrī“ (カシィリィ) in der Ryūkyū-Sprache abgeleitet ist. Das Wort selbst leitet sich vielleicht von dem indonesischen Begriff „Ikat“ ab, auch das ist nicht sicher. 
Es bestehen vielleicht noch andere Ursprünge, besonders bekannt ist der erwähnte Ikat in Südostasien. In Japan wurden vom Mittelalter bis in die frühe Neuzeit die Methoden des Färbens in großen, gepunkteten Mustern übernommen. Das Verfahren wurde weiter vereinfacht, und ab der Mitte der Neuzeit entwickelte sich die Kasuri-Technik zusammen mit der Baumwolle, die in der breiten Bevölkerung populär wurde. Der Verbreitungsweg verlagerte sich von den südlichen Ryūkyū-Inseln allmählich nach Norden und breitete sich in den Baumwollanbaugebieten verschiedener Regionen aus. Im Zuge dieser Entwicklung wurde die Technik auch für Seiden- und Leinenverfahren eingeführt. Was als einfaches Kreuz- oder Hagelkornmuster begann, entwickelte sich allmählich zu einer komplexen bildhaften Kasuri-Webtechnik. Die Blütezeit der Kasuri-Weberei ist relativ jung und begann in der Meiji-Zeit (1868–1912).

## Arten
Kasuri lässt sich grob in zwei Arten der Herstellung unterteilen: 1. Färben mit Farbstoffen und 2. Bedrucken. Je nach der Färbemethode, die für die einzelnen Fäden angewandt wird, kann Kasuri auch in Kett- und Schusskasuri (Yokoso-Kasuri) sowie in Längen- und Breiten-Kasuri unterteilt werden. Die Methoden zur Herstellung der Kasuri-Fäden variieren je nach Design und den Produktionsbedingungen in den einzelnen Regionen. Sie umfassen die Tekubiri-Methode (手くびり), bei der Hanf- oder Baumwollfäden (einschließlich synthetischer Fäden) verwendet werden, um die Schussfäden des Gewebes mit einer Shime-Maschine (締の機) eng um den zu färbenden Bereich zu weben, und die Orijime-Methode (織締), bei der zwei Platten mit einem eingravierten Muster verwendet werden und die Schussfäden mit einer Shime-Maschine eng um den zu färbenden Bereich gewebt werden.
Das andere Verfahren ist das Itajime (板締), bei dem die Schussfäden zwischen zwei mit einem Muster versehenen Brettern platziert werden, um das Färben zu verhindern. Obwohl sie von dem Grundsatz abweicht, dass Kasuri von einer Nichtfärbetechnik begleitet wird, gibt es auch Methoden, bei denen die Kett- oder Schussfäden vorübergehend in die Oberfläche des Stoffes eingewebt, mit einer Schablone gefärbt und dann gewebt werden. Ein ähnliches Verfahren wird als „Surikomi Kasuri“ (摺り込み絣) bezeichnet, bei dem die Farbe mit einem Pinsel, einer Bürste oder manchmal auch einem einfachen Werkzeug zum Auftragen des Kasuri aufgetragen wird. Dabei kann es sich um eine zusätzliche Technik handeln, denn mit der neueren Färbetechnik kann ein Kasuri-Muster direkt auf das Textil gedruckt werden, so dass etwas entsteht, das aussieht wie ein Kasuri-Muster.
Die Umrisse des Kasuri-Musters werden durch die Färbetechnik eingeschränkt, und das so genannte Kasuri-Ashi (絣あし) wird verwischt, was dem Muster eine einzigartige Eleganz verleiht. Durch das Verweben der Kett- und Schussfäden und der Kett- und Schusskasurifäden entsteht eine Musterstruktur, so dass es viele Arten von Kasuri gibt, von einfachen punktförmigen Mustern bis hin zu Kreuz-, Brunnen-, Schildkrötenpanzer-, Pfeilmustern und gemusterten Kasuri. Komplexe Kasuri mit schwer zuzuordnenden Mustern, wie z. B. Längs- und Quer-Kasuri, sind in Bali (Indonesien), zu finden, wurden aber auch in vielen Teilen Japans hergestellt. Viele der in anderen Teilen der Welt vorkommenden Kasuri, wie z. B. Ikat, sind Kettkasuri, in denen Muster mit ethnischen Merkmalen zum Ausdruck kommen, die nur in der jeweiligen Region vorkommen.
Darüber hinaus gibt es eine Methode, bei der die Kette oder der Schuss auf der Oberfläche des vorübergehend gewebten Stoffes mit Schablonen gefärbt und dann gewebt wird, auch wenn sie von dem Prinzip abweicht, dass Kasuri mit Resist-Färbetechniken einhergeht. Unter ihnen heißt das auf der Kette aufgedruckte „Hogu Shiori“ (解織). Nachdem Kasuri auf die gleiche Weise aufgetragen wurde, wird die Farbe mit einem Pinsel, Pinsel oder manchmal einem einfachen Kasuri-Werkzeug eingerieben.

## Weiteres
Die wichtigsten Produktionsgebiete für Kasuri in der heutigen Zeit sind Indien, Indonesien und Guatemala, wo die Tradition nicht verloren gegangen ist. Die japanische Kasuri-Produktion hat ihren Ursprung in den Baumwollanbaugebieten und entwickelte sich zur Seiden-, Leinen- und Seiden-Baumwollweberei. Zu den Baumwollgeweben gehören Kurume-Gasuri (久留米絣) benanntz nach der Stadt Kurume, Iyo-Kasuri (伊予絣), benannt nach der Provinz Iyo, und Bingo-Kasuri (備後絣), benannt nach der Provinz Bingo. Zu den Seidengeweben gehören „Ryūkyū-Kasuri“, Yūki-Tsumugi (結城紬) und Ōshima-Tsumugi (大島紬), und zu den Leinengeweben gehören u. a. „Echigo Jōfu“ (越後上布) und „Noto Jōfu“ (能登上布).
Die Kasuri-Stoffe wurde differenziert eingesetzt: das dunkelblaue Kasuri wurde nur für die Arbeitskleidung der Bauern vverwandt, während komplexe Kasuri-Muster für Luxusartikel verwendet wurden. Kasuri-Kleidung ist jedoch nur für den täglichen Gebrauch bestimmt und wurde nicht anstelle formeller Kimono getragen.

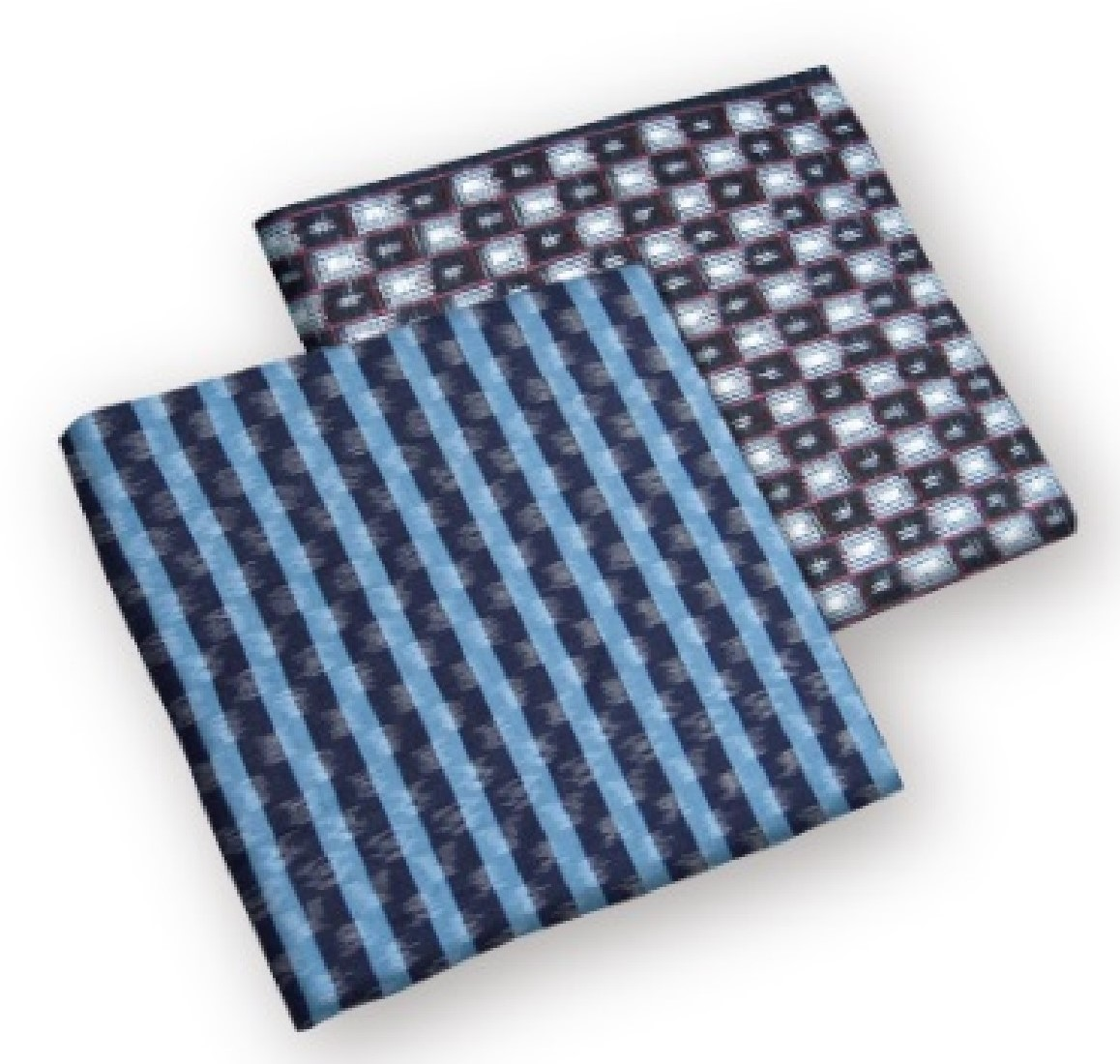
Kurume-Gasuri
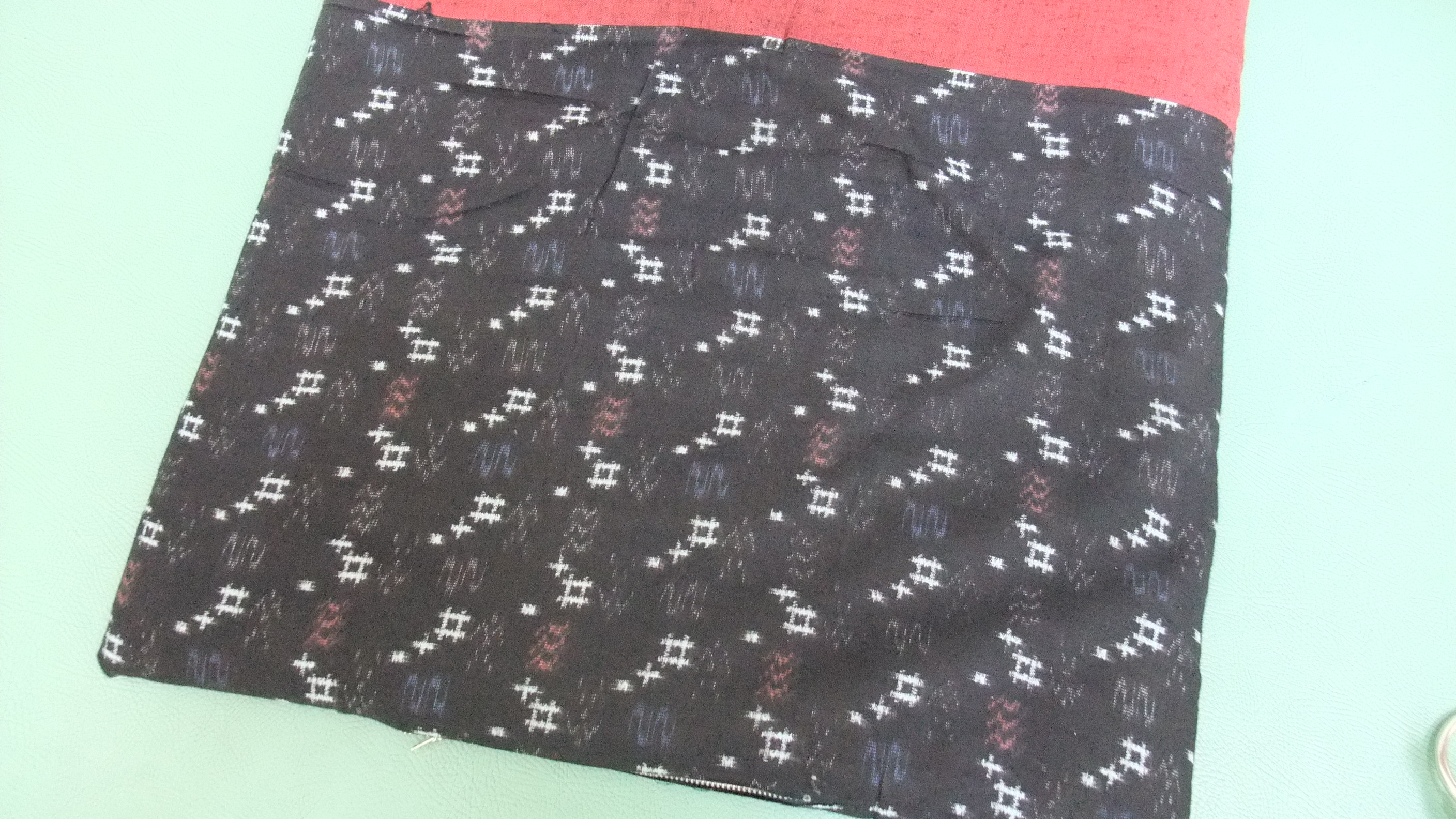
Bingo-Gasuri
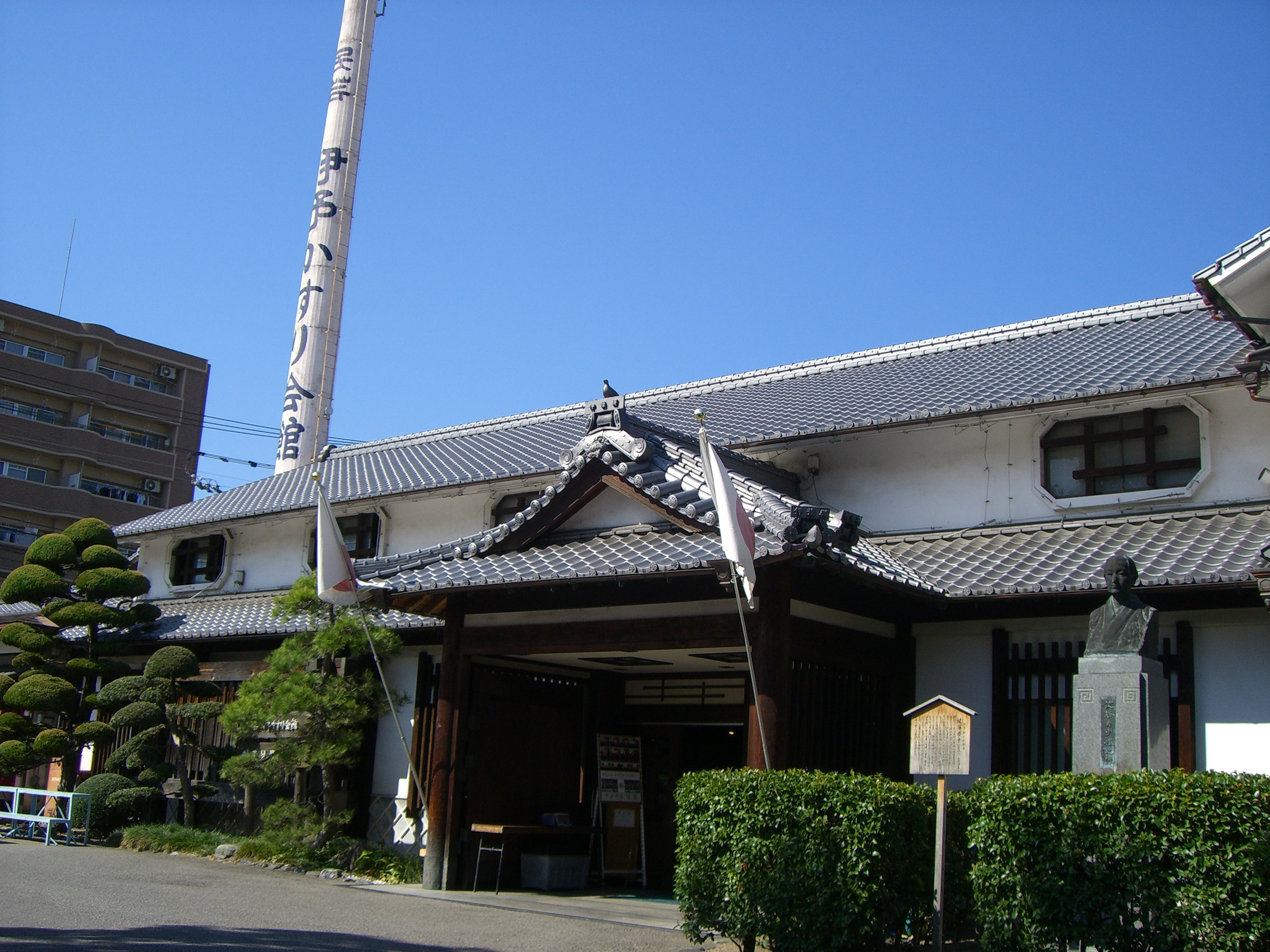
Iyo-Kasuri Museum (Matsuyama)
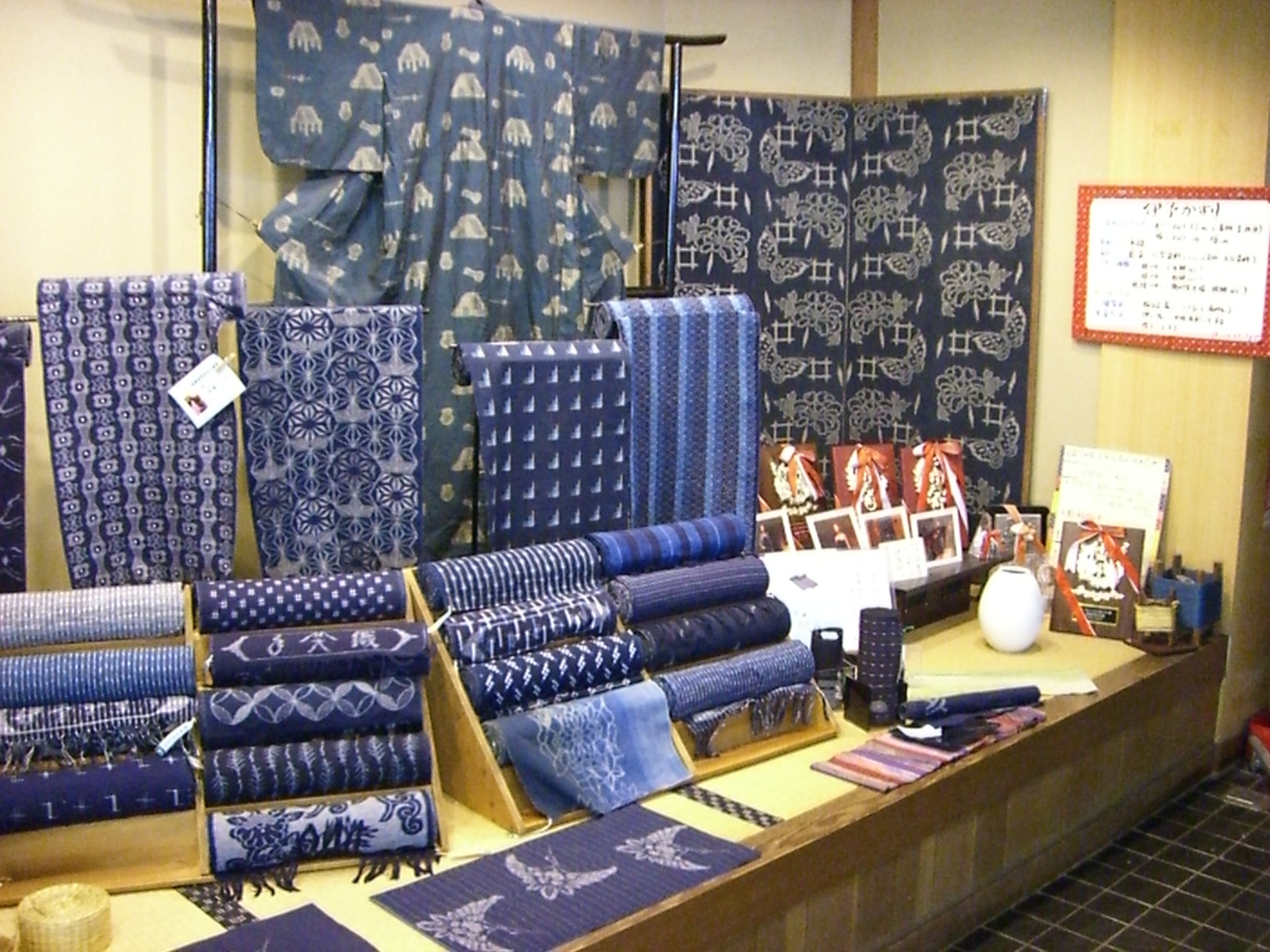
Iyo-Kasuri